# Корупційний скандал в англійському футболі (1905)
Корупційний скандал в англійському футболі 1905 року — інцидент, пов'язаний зі спробою підкупу для свідомого програшу в матчі, який відбувся в кінці сезону 1904/05, а також з незаконними виплатами керівництва «Манчестер Сіті» своїм гравцям. Джерелом скандалу були звинувачення, що гравець «Сіті» Біллі Мередіт нібито пропонував хабар, щоб гравці «Астон Вілли» свідомо програли фінальний матч сезону. В ході розслідування виявилися факти корупції в «Манчестер Сіті».
Це призвело до того, що тренер «Манчестер Сіті» Том Мейлі і колишній президент Форрест були відсторонені від футболу на території Англії на невизначений термін, два директори (Еллісон і Девіс) були дискваліфіковані на сім місяців, ще п'ять директорів — звільнені, і в цілому 17 гравців отримали довічну заборону грати за «Сіті». Серед дискваліфікованих гравців був Біллі Мередіт, якого відсторонили від футболу на 18 місяців, і ще до закінчення дискваліфікації він був проданий принциповому супернику «Сіті», «Манчестер Юнайтед».

## Ключові фігури

### Біллі Мередіт

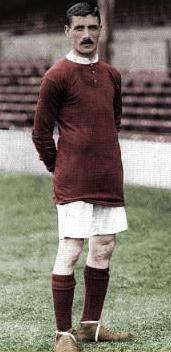
Біллі Мередіт — головний фігурант скандалу

Біллі Мередіт грав у футбол за «Манчестер Сіті» з 1894 по 1905 рік (до скандалу). Він був ключовим учасником інциденту, в ході якого він, нібито, намагався підкупити капітана «Астон Вілли», Алекса Ліка, запропонувавши йому £10, щоб його команда навмисне програла у фінальному матчі сезону 1904/05. Алекс Лік доповів про дії Мередіта Футбольній асоціації. Мередіт стверджував про свою невинність. Хоча жодних фактів і доказів проти Мередіта отримано не було, він був оштрафований і дискваліфікований від футболу на один рік. «Манчестер Сіті» відмовився йому платити, побоюючись невдоволення Футбольної асоціації. Не отримавши грошей від «Сіті», Мередіт прийняв відповідні заходи, доповівши про незаконні виплати «Манчестер Сіті» своїм гравцям:
|                                             | В чому секрет успіху «Манчестер Сіті»? На мою думку, він полягає в тому, що клуб не дотримується правила, згідно з яким гравець не може отримувати більше чотирьох фунтів в тиждень... Команда домоглася успіху, клуб платив за ці успіхи, і всі були задоволені. [...] Ви схвалюєте суворе покарання, пред'явлене мені комісією, і заявляєте, що правопорушення, яке я вчинив стосовно «Астон Вілли», повинно назавжди викреслити мене з футболу. Чому тільки мене, якщо я був лише виконавцем у інших однаково винних. |
| — із заяви Мередіта в листі Athletic News'. | |

### Том Мейлі
Після того, як Футбольна асоціація перевірила звинувачення Мередіта щодо перевищення гранично дозволеного розміру зарплати гравців і переконалася в їх обґрунтованості, тренер «Манчестер Сіті» Том Мейлі був довічно усунений від футболу. Ім'я Мейлі було згадано в заяві Мередіта, який стверджував, що саме тренер наказав йому запропонувати Ліку хабар і корупція широко поширена серед адміністрації «Манчестер Сіті».

### Тернбулл, Бенністер і Берджесс
Після поразки «Манчестер Сіті» від «Астон Вілли» і втрати всяких надій на перемогу в лізі Сенді Тернбулл побився з Алексом Ліком. В результаті розслідування бійки і був виявлений факт корупції.
Товариші Мередіта з «Манчестер Сіті» Сенді Тернбулл, Джиммі Бенністер і Герберт Берджесс також були визнані учасниками корупційної історії. Так само, як і Мередіт, вони отримали дискваліфікацію до січня 1907 року. У 1906 році всі вони були куплені «Манчестер Юнайтед».

## Наслідки
В результаті скандалу «Манчестер Сіті» був оштрафований на £900. 17 гравців отримали індивідуальні штрафи та дискваліфікації до початку 1907 року. Футбольна асоціація також змусила «Манчестер Сіті» виставити на аукціон всіх своїх гравців у Королівському готелі Манчестера. Головний тренер «Манчестер Юнайтед» Ернест Мангнолл купив багатьох з них, у тому числі Біллі Мередіта (за £500), Герберта Берджесса, Сенді Тернбулла і Джиммі Бенністера. Мередіт перейшов в «Манчестер Юнайтед» в травні 1906 року, ще будучи дискваліфікованим; незабаром він став ключовим гравцем «Юнайтед».
31 грудня 1906 року дискваліфікації з усіх гравців були зняті.
«Манчестер Юнайтед», у складі якого було четверо колишніх гравців «Сіті», виграв чемпіонат у сезоні 1907/08.

## См. також
- Скандал з договірним матчем в Англії (1915)